# Фургон (повозка)

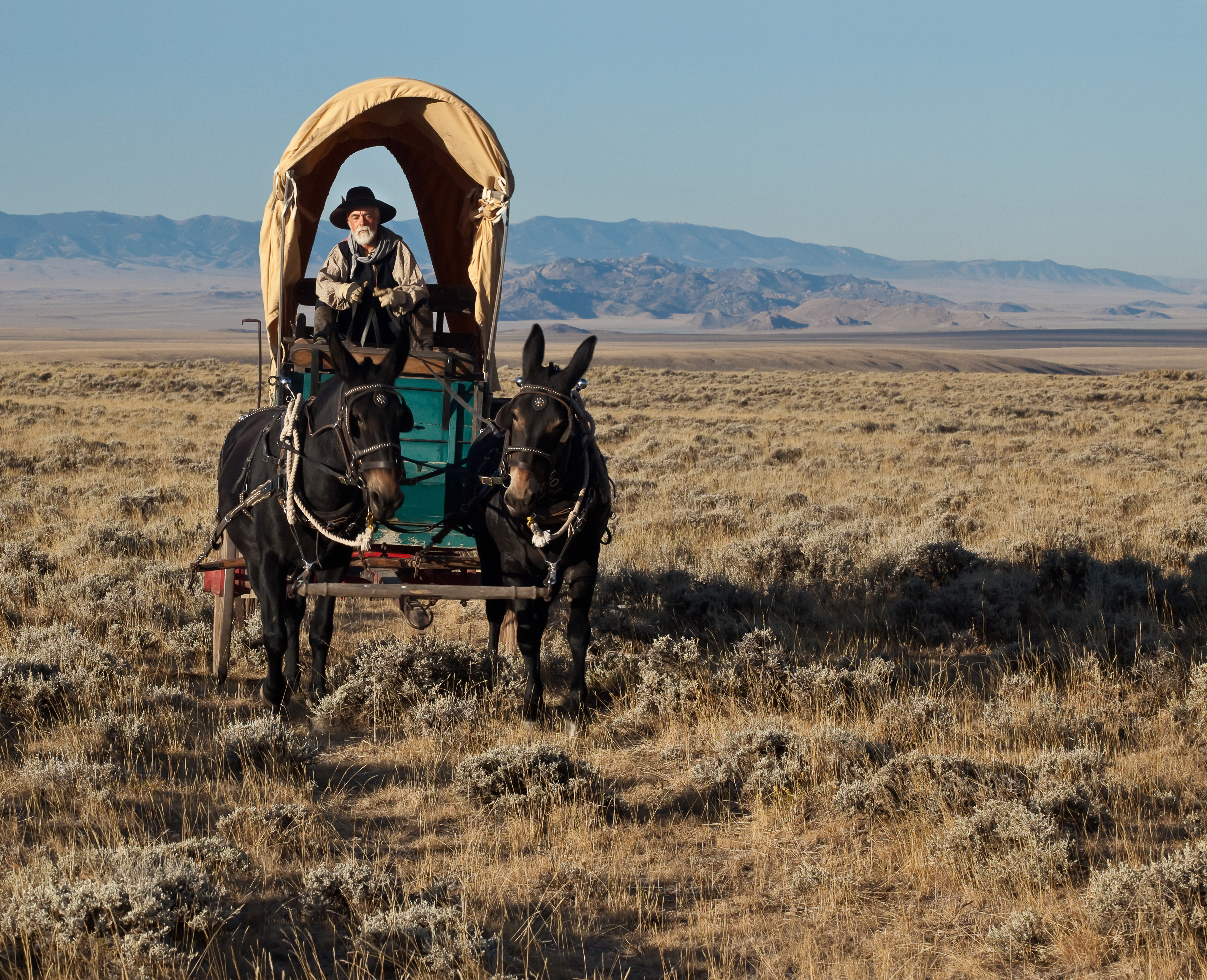
Повозка на Орегонской тропе

Фургон (фр. fourgon) — большая повозка (фура), крытая парусиной, клеёнкой, крытая повозка с полукруглой крышей.
Крытый фургон, запряженный волами — бастерн (фр., от лат. basterna, означало носимые лошаком носилки).

## Фургоны американских пионеров

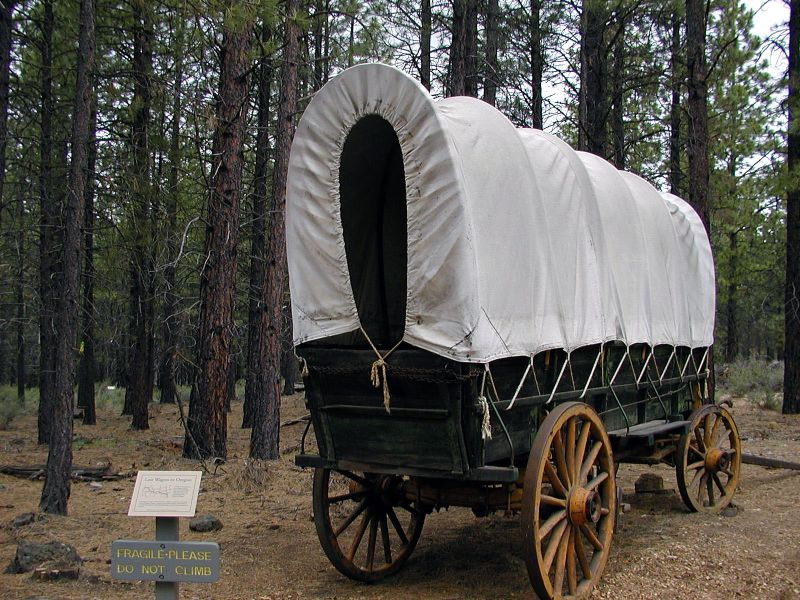
Копия фургона переселенцев в музее около города Бенд в штате Орегон.

Американские переселенцы на Дикий Запад передвигались в фургонах, запряжённых обычно волами. Фургон, ставший символом освоения Запада, был настоящим домом, укрывая в дальней дороге от дождя и снега, от стрел индейцев.
В одном фургоне обычно путешествовала семья из пяти человек или примерно столько же товарищей-холостяков. Пересекая Великие равнины, переселенцы путешествовали караванами из многих фургонов.
Фургоны любовно называли «шхунами прерий», так как белый брезент, которым они были покрыты, напоминал паруса.

## Фургоны цыган

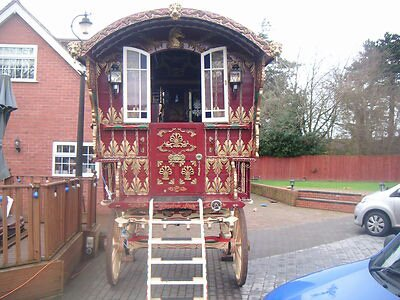
Цыганский фургон в Великобритании

В начале XIX века цыгане, кочевавшие в Великобритании и Франции, стали использовать фургоны, называемые «вардо» (до этого они кочевали в кибитках). Они были оснащены дымоходами, обычно были богато украшены замысловатой резьбой и ярко окрашены (или даже позолочены). В наше время традиционные вардо британских цыган считаются важным культурным достоянием. Они больше не используются цыганами для постоянного проживания, но их можно увидеть на цыганских конных ярмарках.